# 697년

## 연호
- 무주(武周) 만세통천(萬歲通天) 2년 / 신공(神功) 원년

## 기년
- 무주(武周) 측천황제(則天皇帝) 8년
- 신라(新羅) 효소왕(孝昭王) 6년
- 진국공(震國公) 걸걸중상(乞乞仲象) 2년

## 탄생
- 신라의 태자 김교각

## 사망
거란의 6대 가한 손만영